# 贝尔泽城
贝尔泽城（法語：Berzé-la-Ville，法語發音：[bɛʁze la vil]）是法国索恩-卢瓦尔省的一个市镇，属于马孔区。

## 地理
贝尔泽城（46°21'50"N, 4°42'16"E）面积5.53 平方千米，位于法国勃艮第-弗朗什-孔泰大區索恩-卢瓦尔省，该省份为法国中部省份，北起顺时针与科多尔省、汝拉省、安省、罗讷省、卢瓦尔省、阿列省和涅夫勒省接壤。
与贝尔泽城接壤的市镇（或旧市镇、城区）包括：贝尔泽勒沙泰勒、拉罗什维讷斯、索洛尼、韦尔泽。

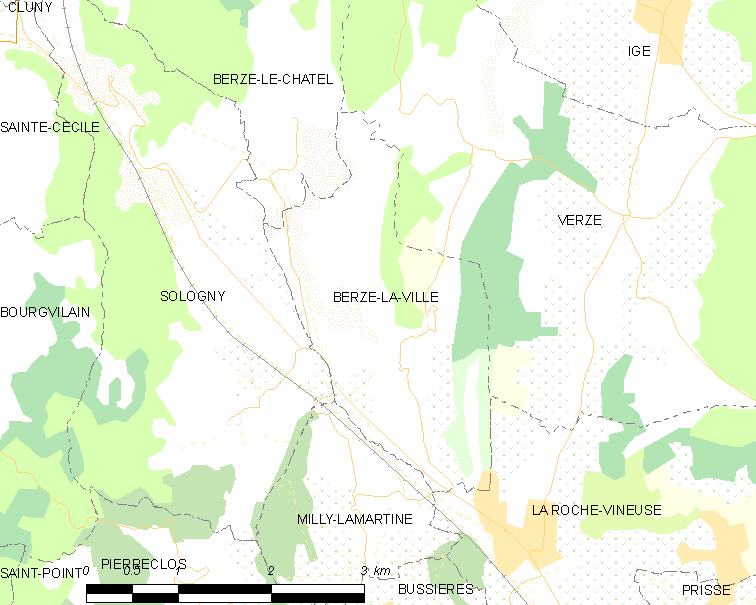
贝尔泽城的OSM定位图

贝尔泽城的时区为UTC+01:00、UTC+02:00（夏令时）。

## 行政
贝尔泽城的邮政编码为71960，INSEE市镇编码为71032。

## 政治
贝尔泽城所属的省级选区为于里尼县。

## 人口

1962-2008年间贝尔泽城人口变化图示

贝尔泽城于2022年1月1日时的人口数量为708人。